# Oborní rybník (Pěčice)
Oborní rybník je rybník zhruba obdélníkovitého tvaru o rozloze asi 3,0 ha, který leží na Ovčárenském potoce v polích asi 1,5 km východně od centra obce Pěčice v okrese Mladá Boleslav. Je součástí rybniční soustavy ležící na Ovčárenském potoce a sestávající celkem ze čtyř rybníků v pořadí od pramene potoka: Hluboký rybník, Malopěčický rybník, Oborní rybník a Obecní rybník. Tato rybniční soustava je zakreslena již na mapovém listě č. 76 z I. vojenského mapování z let 1764–1783.
Rybník je využíván pro chov ryb.

## Galerie

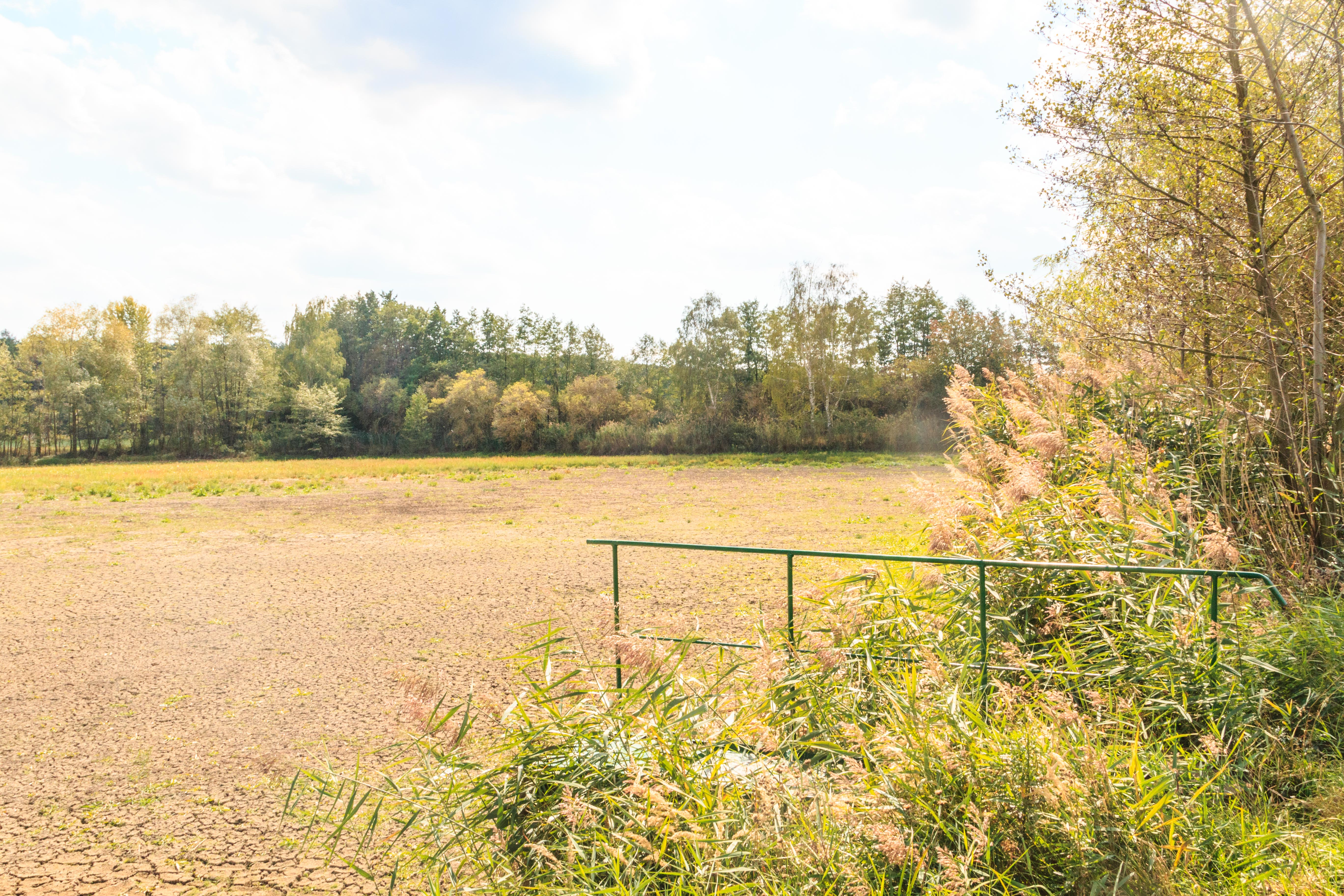
Pohled na vypuštěný Oborní rybník u Pěčic
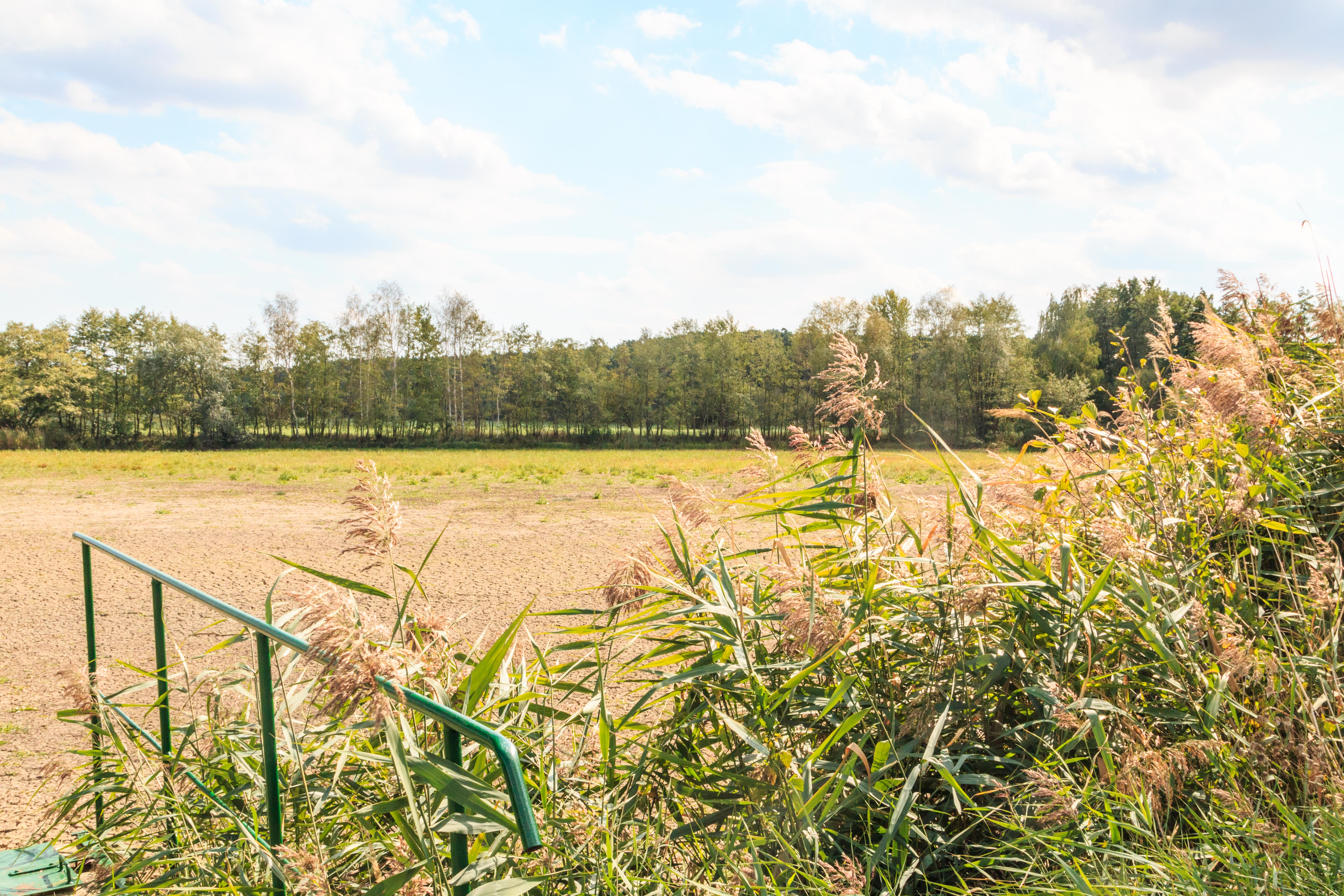
Pohled na vypuštěný Oborní rybník u Pěčic
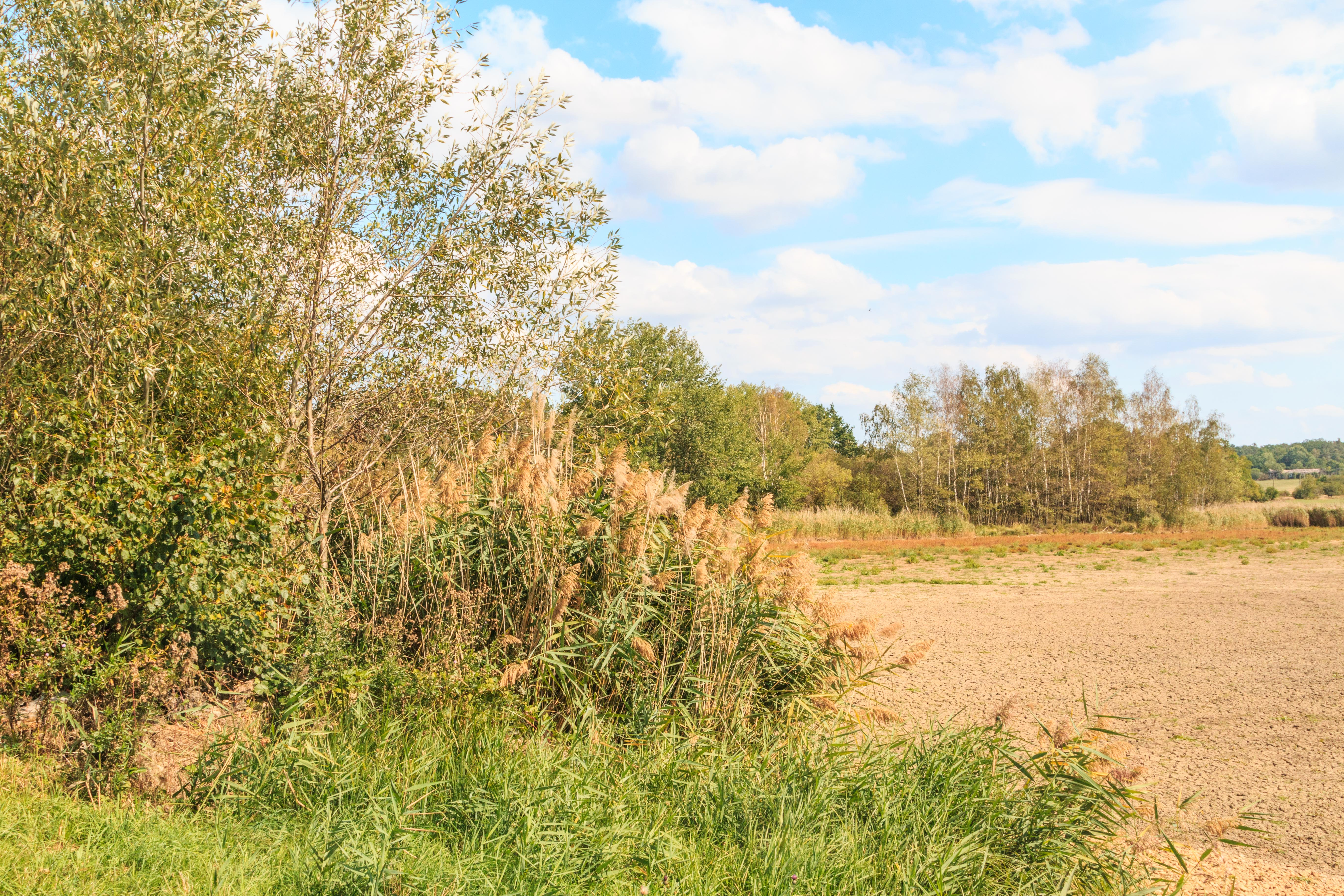
Pohled na vypuštěný Oborní rybník u Pěčic
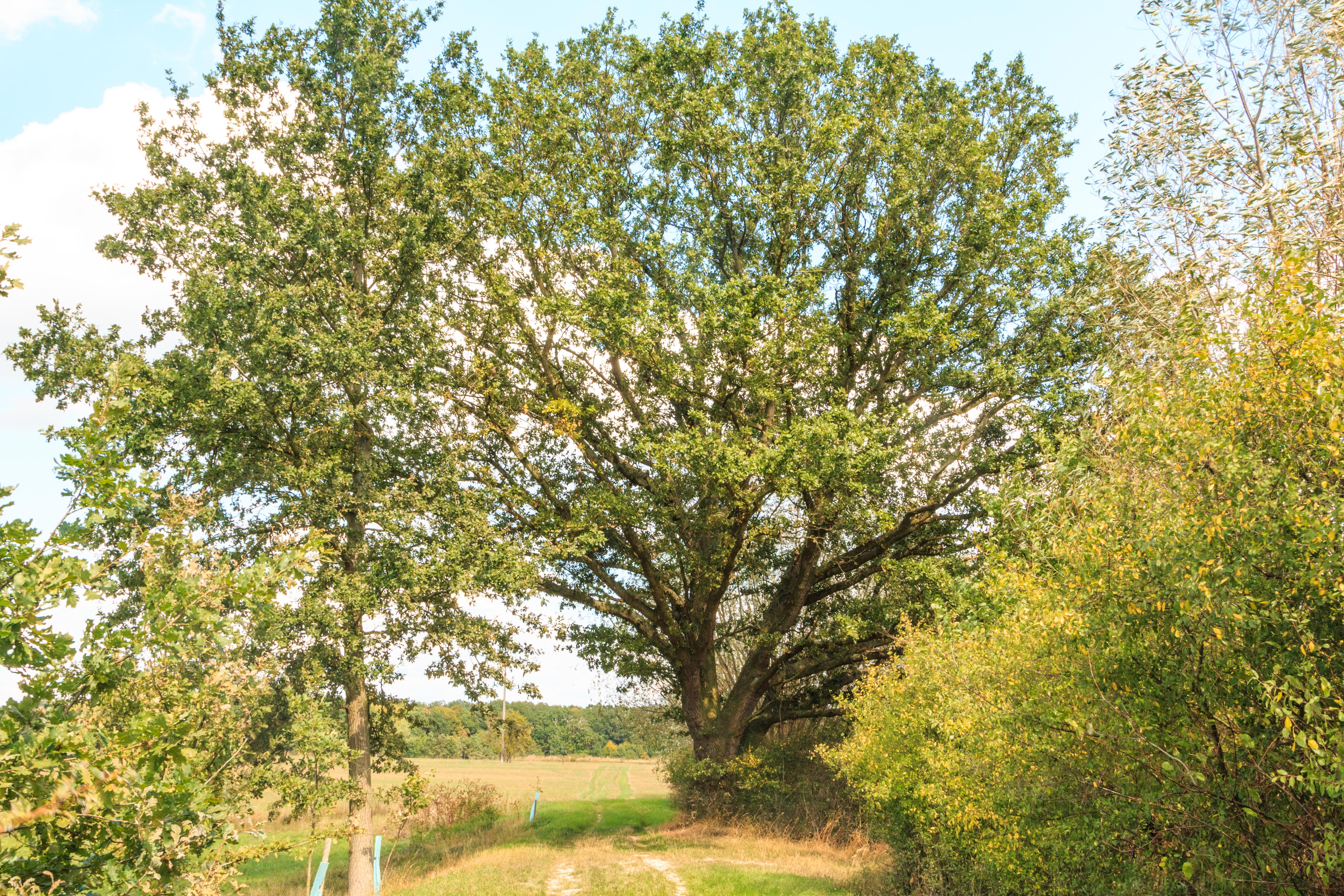
Pohled na hráz Oborního rybníka u Pěčic
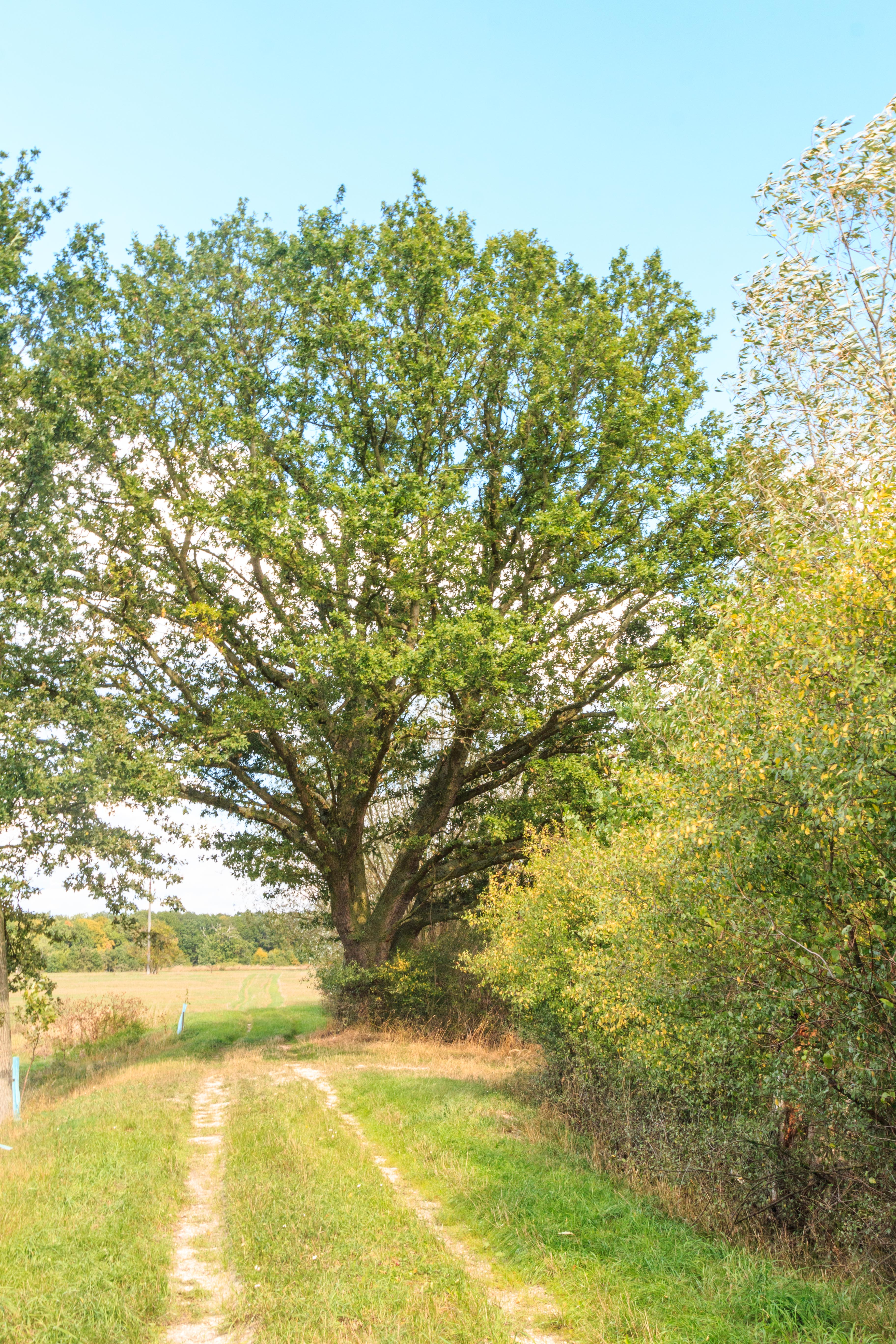
Pohled na hráz Oborního rybníka u Pěčic
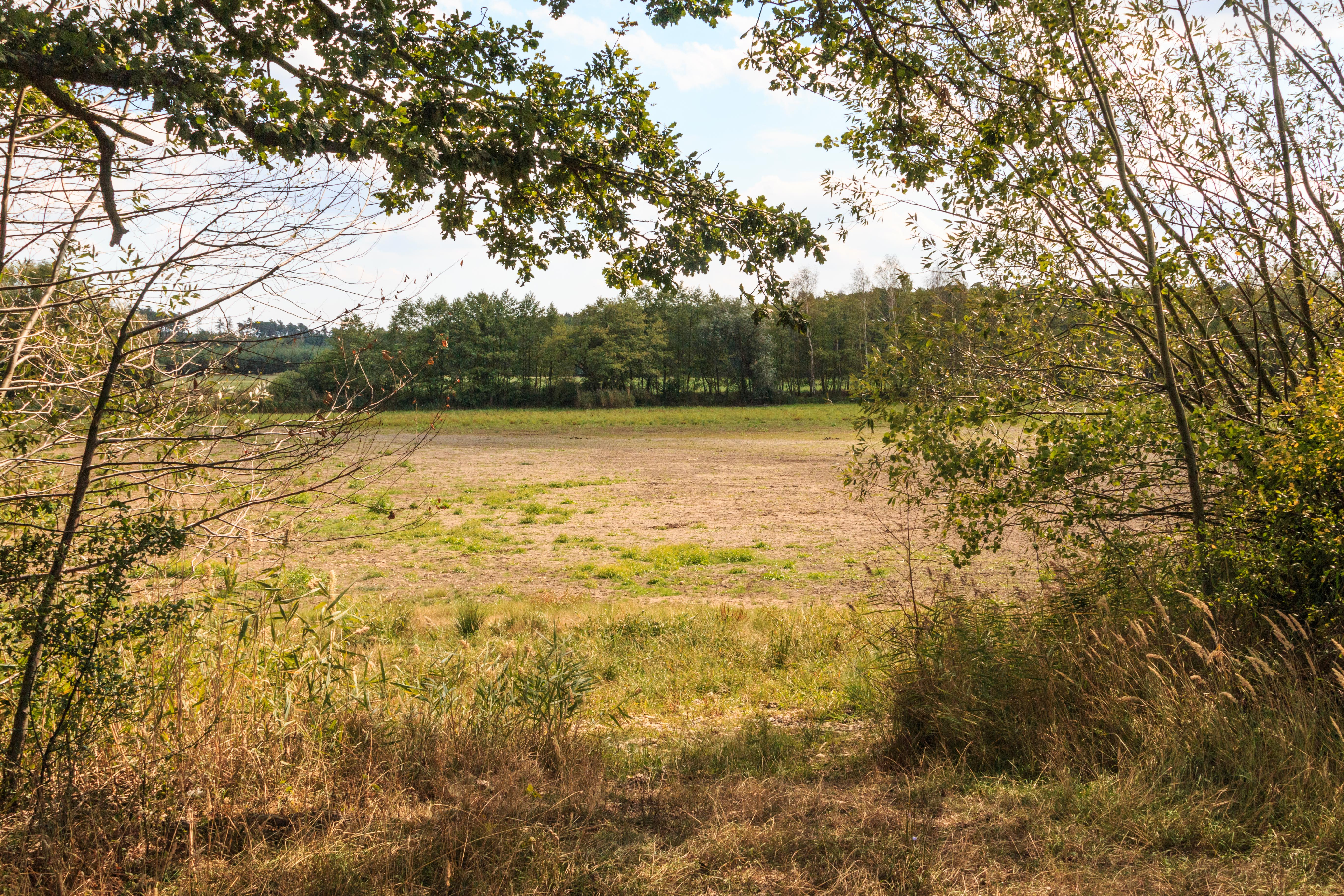
Pohled na vypuštěný Oborní rybník u Pěčic